# Monastère de Saint-Jean des Rois
Le monastère de Saint-Jean des Rois de Tolède (Castille-La Manche, Espagne) est un monastère de l’ordre franciscain, qui fut construit sous le patronage de la reine Isabelle Ire de Castille afin d’en faire un mausolée royal, en commémoration de la bataille de Toro et de la naissance du prince Jean. Il est l'un des exemples les plus éclatants du style gothique isabélin en Espagne et le bâtiment le plus important érigé par les Rois catholiques. Le monastère est aussi un mémorial pour leurs réalisations et leur programme politique.

## Histoire
Il fut construit pour l’Ordre franciscain sur commande des Rois Catholiques par l'architecte Jean Goas, en commémoration de la victoire lors de la bataille de Toro (1476 ) .
L'idée principale était d’en faire un panthéon royal comme pouvait l’être la basilique de San Isidoro de León. Il confia l'idée à Jean Goas et Egas Cueman participa à la décoration du cloître et d’une partie de l'église. Les Rois Catholiques créèrent un style propre, avec un étage et aux décors recherchés.
En 1926, il a été déclaré monument historique et artistique d'intérêt national.

## Description

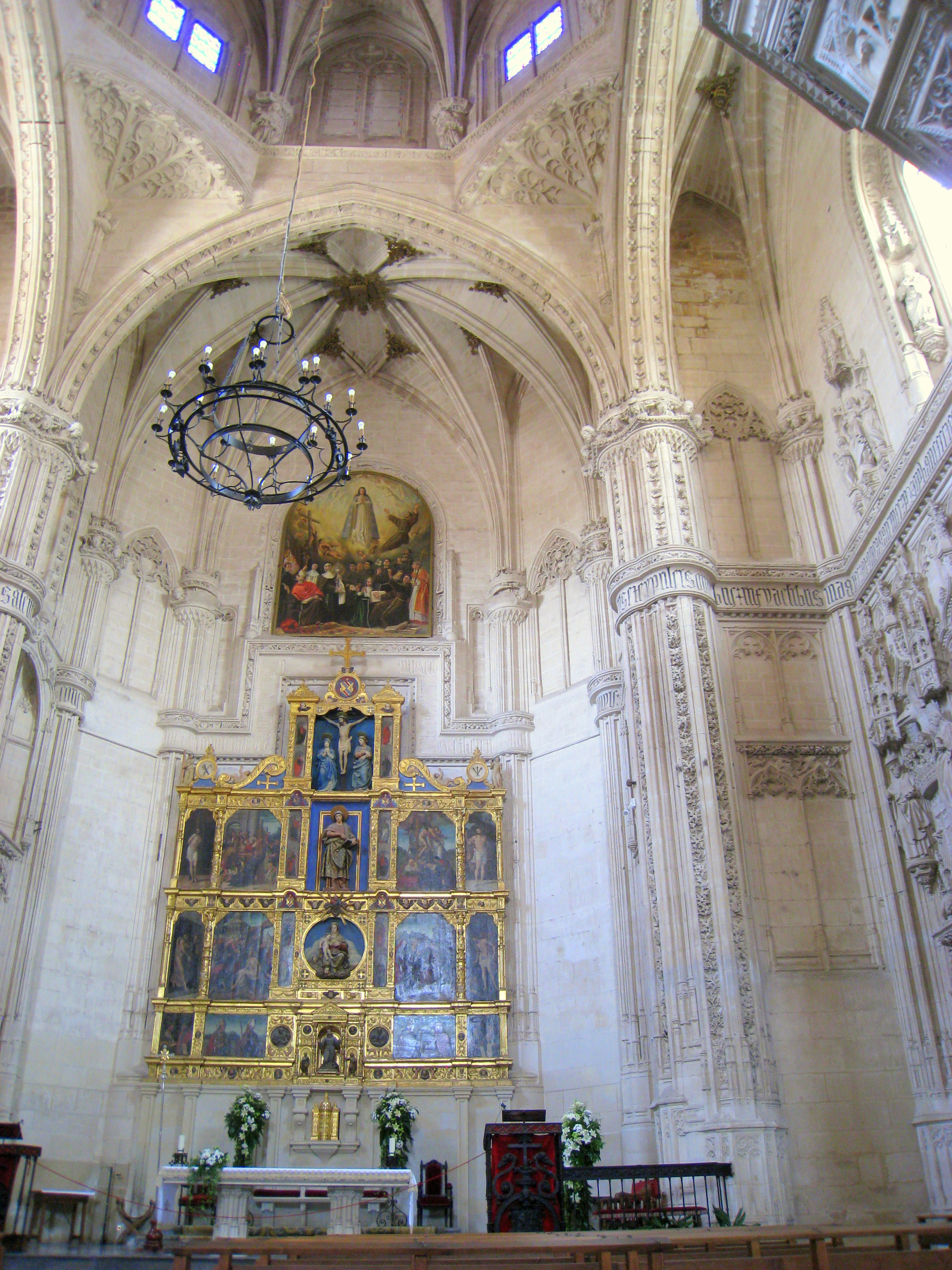
Chœur de l'Église

Le bâtiment est construit sur une seule nef très longue et étroite. La croisée des transepts est bien plus large que le chœur. La nef est divisée en plusieurs sections. Entre les contreforts, sont construites des chapelles latérales qui suivent la forme trop étroite du transept.
Les chapelles sont ouvertes sur la nef par des arcs mais pas entre elles, suivant une technique du gothique valencien et qui se retrouva dans l’architecture baroque. Leur construction est une solution pragmatique, elles permettent plusieurs rites simultanés sans interférence.
Il dispose de deux portes, l'Ouest et du Nord, la porte latérale est grande. Il s'agit d'un site important construit au milieu d’une place surélevée afin de briser la surpopulation urbaine médiévale, selon les premiers préceptes urbains du Quattrocento.
On note particulièrement la croisée du transept. Si on le divise en quatre quartiers, le chœur en prend deux et les nefs prolongent les deux autres et l’édifice reproduit ce modèle. La croisée des transepts est excessivement grande. L'espace est parfaitement hiérarchisée, la zone (fermée) dédiée à la couronne est de séparée de celle du peuple.
En l'espace dédié à la mort est orné d’un discours de circonstance, nous passons du carré (terre) à l'octogone (cercles, Céleste). Les temples circulaires sont dédiés à la Vierge, au feu, aux Héros, à l’eau et à la mort dans le monde classique. Concepts d’éternités, un serpent se mord la queue sans début ni fin ainsi que la Rotonda martirium.
Deux choses sont particulièrement visibles :
1. Le presbytère est élevé (précepte de Jérôme aux Franciscains) et on y accède par un grand escalier.
2. Un chœur ample s'élève sur un arc en panier créant un autre chœur avec des chapelles.

L'espace religieux est hiérarchisé. Les rois, lorsqu'ils étaient présents, s'installaient dans le chœur afin d'être à la même hauteur que la Sainte Forme, les pouvoirs temporels et terrestres des rois s’égalisent, et le pouvoir temporel émane directement de Dieu.
Le cloître est attenant à l'église mais différencié. Sa porte principale se trouve entre les contreforts. Les quadrants de la croisée de transept se retrouvent dans le cloître et deviennent des éléments dynamiques.
Le dôme est la métaphore architecturale de la couronne ; il est soutenu par les trompes impressionnantes qui soulignent la forme octogonale de la coupole. Décoration est faite à base d’une profusion d’entrelacs, la nervure tombe sur des consoles ornées avec des anges (typique du style flamand). L'utilisation du répertoire décoratif italien est nouvelle et rejoint la tradition humaniste. On note les décorations de bois ou sculptures en pierre placées sur les clefs de voûte et qui suivent la tradition italienne dont elles prennent la hiéroglyphie. Parmi celles-ci, on note les emblèmes des Rois Catholiques : l’aigle de Saint-Jean, un I et un F, le joug et les flèches et la devise « tanto monta ».
.

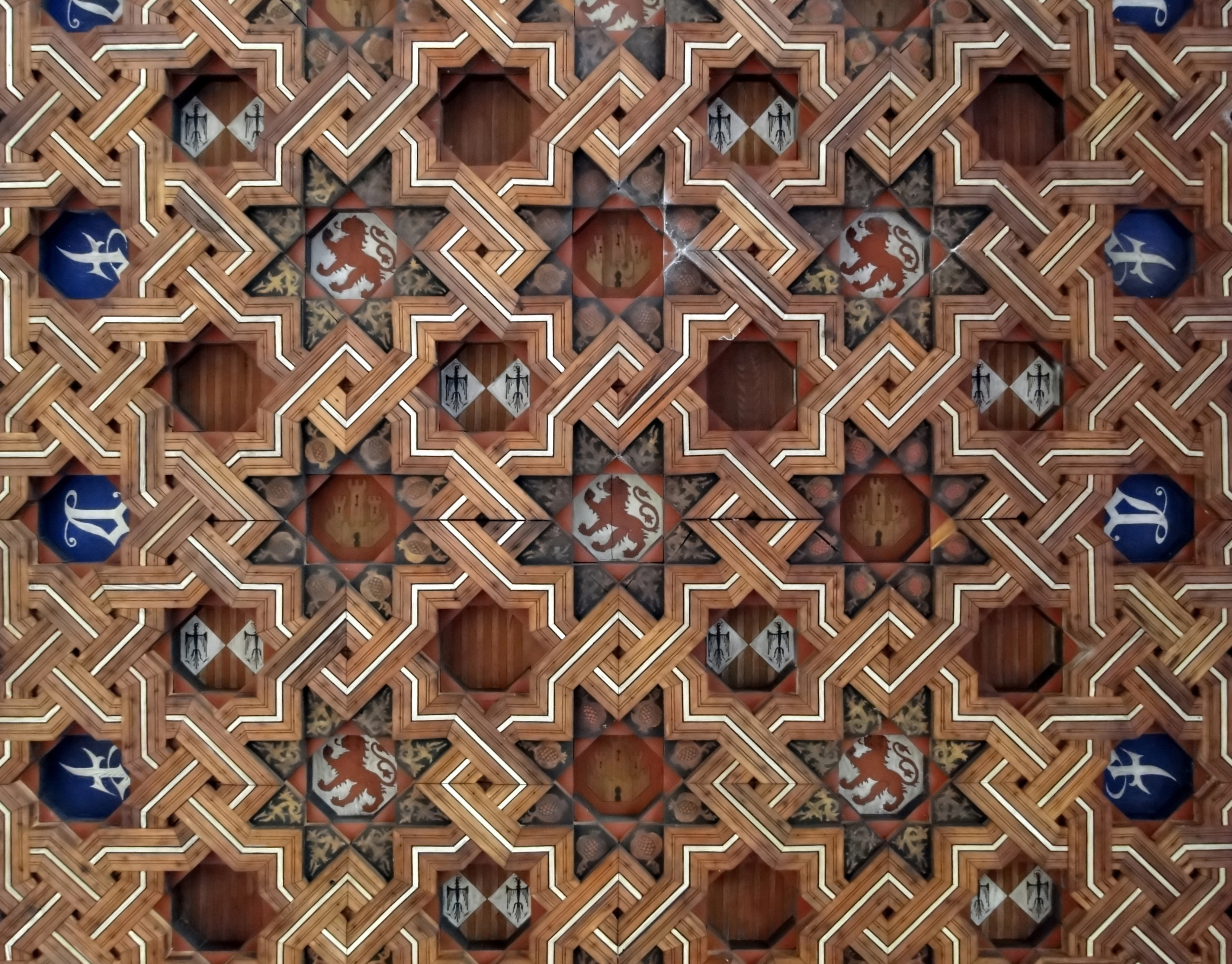
plafond en bois de style mozarabe

La lumière fait écho au monde gothique mais supprime la notion de Jérusalem céleste.
La nef est étroite et haute et une sorte de plate-forme cour autour du bâtiment. Face à l’austérité décorative du style gothique se trouvent des éléments naturalistes excellents zoomorphes et anthropomorphes et une prolifération d’images sur les socles et les auvents. Des vitraux impressionnant sur les chapelles rappellent le sens Albertien de la lumière. Le verre est translucide, la lumière naturelle en émane directement.
Bien que de la structure soit gothique (pilier, arcs boutants et entrelacs décoratifs) on trouve des éléments classiques (boules décoratives) et un lourd entablement qui fait le tour du bâtiment avec des inscriptions exaltant la puissance royale. Ces voûtes s’appuient sur des piliers doubles sur des tiercelets, ornés de décorations mozarabes et très flamandes sur les chapiteaux, que l’on retrouve chez Enrique Egas. La même décoration ceinture le transept.

## L’église
Le temple, qui fut achevé en 1495, est pleinement représentatif du style isabélin : une seule nef et des chapelles entre les contreforts et un chœur au niveau du sol.
L'ornementation profuse du temple montre les symboles des Rois Catholiques : l’aigle de Saint Jean et une décoration à base d’héraldique. L'intérieur de l'église est traversé par une bande avec un texte commémoratif, qui peut être considéré comme une adaptation chrétienne de l’épigraphie de l'architecture arabe. Egas Cueman porta une aide décisive à cet ensemble décoratif.
Le retable de l'église fut réalisé par François de Comontes pour l’Hôpital Santa Cruz, ce qui explique qu’on y trouve une statue du fondateur de l’hôpital : le cardinal Mendoza.
Dans le retable se trouvent les scènes suivantes :
- Jésus marchant au Calvaire
- La descente de croix
- Sainte Hélène et les miracles de la Croix

## Le cloître

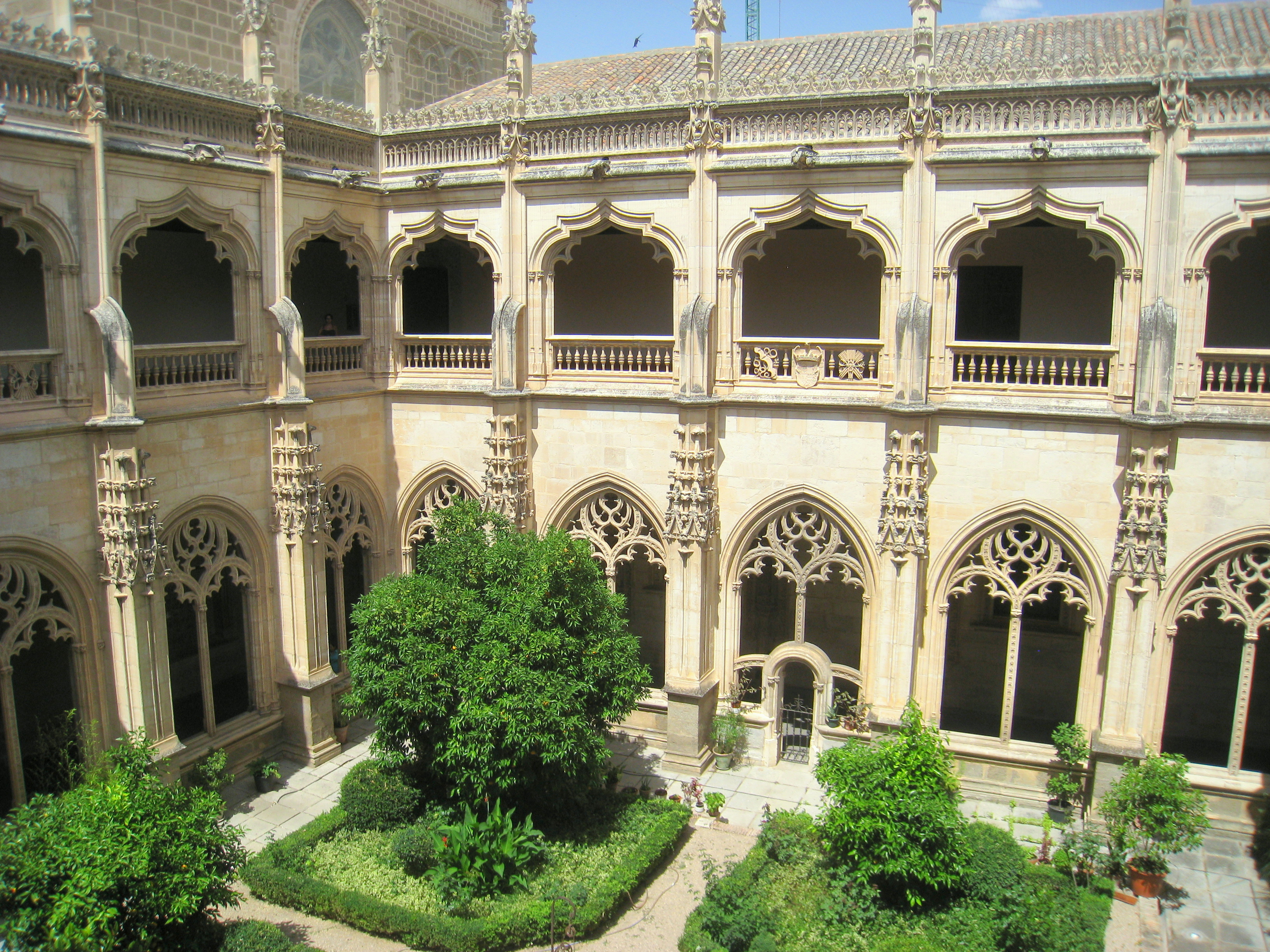
Vue du cloître

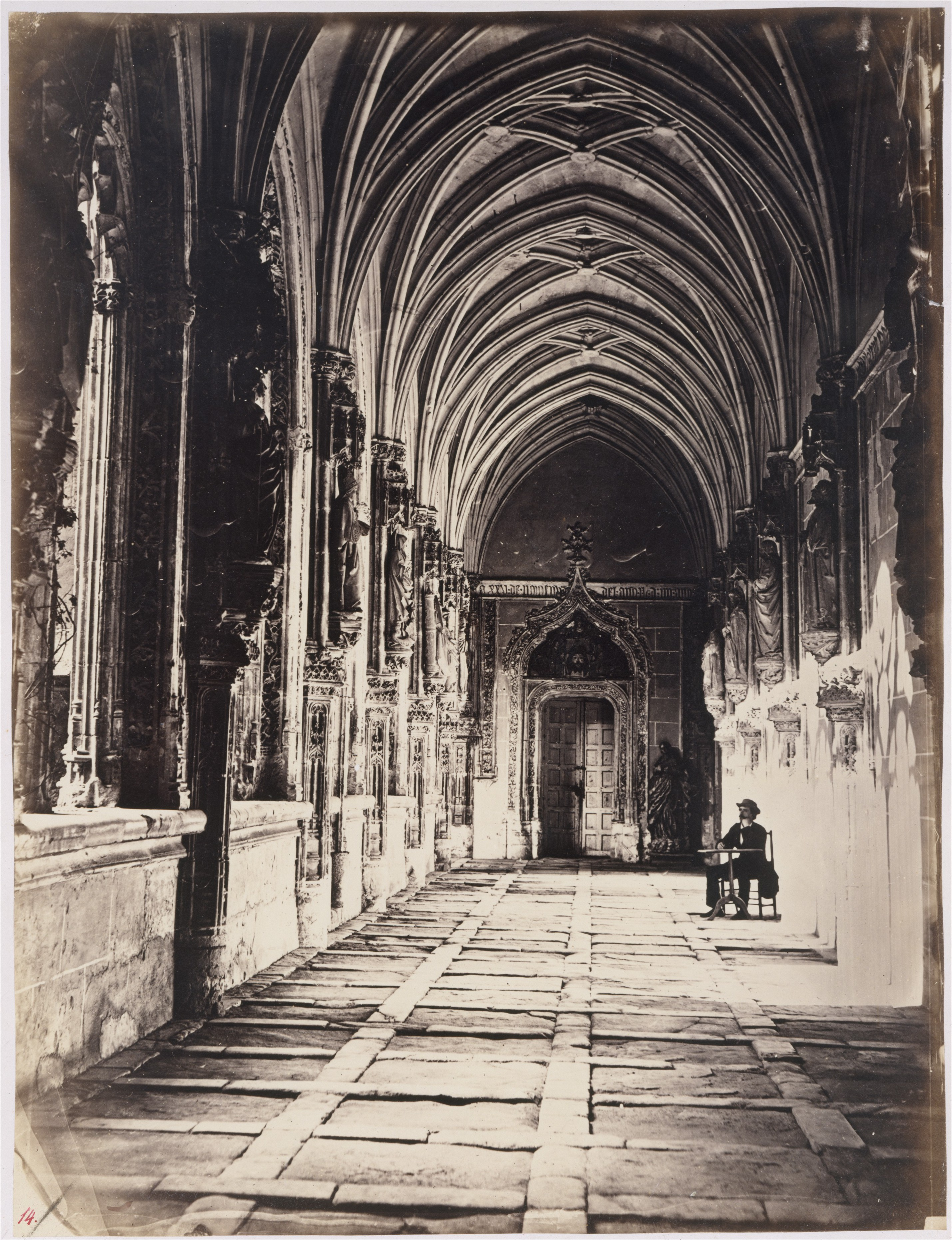
Intérieur du cloître
photo Charles Clifford

Le cloître, considéré comme l'un des joyaux du gothique espagnol de transition vers la Renaissance, a été fortement restauré. L'église communique avec le cloître par le côté sud via deux portes de la croisée des transepts et une nef.
Sur les deux cloîtres qu’avait l'église de San Juan, seul a été conservé le plus ancien. Il s'agit d'un cloître à deux étages de forme un carré. Sur les portes du cloître inférieur à ce point culminant de communique avec l'église à hauteur de la croisée et de l’escalier d'accès à la sacristie. Le premier est Jean Goas.